# Larna
Larna es una parroquia del concejo asturiano de Cangas del Narcea (España), cercano a la reserva natural integral de Muniellos.
La parroquia está dedicada a San Juan y ocupa 12,92 km²: atravesada por el río Narcea a la mitad de su paso por el concejo, comprende los núcleos de población de Pandiello, Larna, La Pescal, Sextorraso y Sotiello.
En la parte baja del cortinal de la Veiga se encuentra la iglesia parroquial de San Juan, de estilo románico popular, pórtico a los pies y añadidos en sus dependencias laterales. En el "Libro de registro de Corias", se citan entre sus pertenencias a Elarna y la iglesia de San Juan.
Celebra la festividad parroquial de Nuestra Señora del Rosario, el segundo domingo de septiembre.
Su nombre se puede explicar por la palabra asturiana "arna", que significa "corteza de roble para colar la ropa".
El lugar de Larna ocupa una pequeña explanada, a 720 m de altura, en la ladera izquierda del valle del Narcea, bajo el Chao del Caliechu, entre los picos del Navarín y pena Ventana. Dista 17 km de la capital del concejo, desde donde se accede por la AS-15, hasta la altura de la Casilla de Ventanueva, donde una pista asfaltada llega al pueblo. Su caserío, en el que alternan viejas y nuevas construcciones con hórreos y paneras, está distribuido por los barrios de las Pozas, el Barrio,  Culavil.la y el Píngano. En medio del pueblo se halla la capilla de Nuestra Señora de la O, reconstruida en 1951 por suscripción popular. Celebra su festividad el mes de mayo.
Hasta hace unas décadas funcionaban cinco molinos harineros y un telar, y los "madreñeirus" de Larna eran reconocidos en todo el río Rengos.
La escuela, construida por los vecinos en 1920, y la casa rectoral  están abandonadas y en claro riesgo de desplome por su abandono por las recientes concentraciones escolares y eclesiásticas.
Enfrente del pueblo, a la otra orilla del Narcea, se levantan las peñas del Castiel.lu. 